# Bidart
Bidart (tiếng Basque: Bidarte) là một xã thuộc tỉnh Pyrénées-Atlantiques trong vùng Aquitaine ở tây nam nước Pháp. Xã này nằm ở khu vực có độ cao trung bình 60 mét trên mực nước biển.
Xã nằm trong tỉnh Basque Labourd.